# Celosia staticodes
Celosia staticodes är en amarantväxtart som beskrevs av William Philip Hiern. Celosia staticodes ingår i släktet celosior, och familjen amarantväxter. Inga underarter finns listade i Catalogue of Life.